# دروبک
دروبک (به آلمانی: Drübeck) یک منطقهٔ مسکونی در آلمان است که در ایلزنبرگ واقع شده‌است. دروبک ۱٬۴۸۱ نفر جمعیت دارد.